# Pic de Néouvielle
Le pic de Néouvielle, ou pic d'Aubert, est un sommet des Pyrénées françaises dans le massif du Néouvielle. C'est le quatrième plus haut sommet de zone des 3 000 Néouvielle-Pic Long avec 3 091 m.

## Toponymie
Nèu vielha (occitan), de nèu, neige et vielha, vieille, ancienne. Les versants nord et ouest du Néouvielle comportaient trois petits glaciers maintenant presque disparus et des névés. La montagne de Nèu Bielhe est un quartier de pâturages d'altitude de Betpouey, dans la vallée de Barèges. Pour les gens de la vallée d'Aure, le Néouvielle est la montagne d'Aubert.

## Géographie
Il est situé dans le massif du Néouvielle, entre la limite du parc national des Pyrénées et de la réserve naturelle nationale du Néouvielle, dans le département des Hautes-Pyrénées. Il sert de limite aux communes d'Aragnouet, de Barèges et à l'enclave de Saint-Lary-Soulan.

### Topographie
Le pic de Néouvielle est le quatrième plus haut sommet du massif du Néouvielle. Sa face sud, haute de 400 à 500 mètres, domine la profonde vallée glaciaire du lac de Cap de Long. Les versants nord et ouest de ce massif granitique ont été également modelés par l'érosion glaciaire, qui a façonné quatre petits cirques glaciaires séparés par des crêtes rocheuses.

### Hydrographie
Le sommet délimite la ligne de partage des eaux entre les bassins de l'Adour côté ouest et de la Garonne côté est, qui se déversent dans l'Atlantique.

### Géologie
Il fait partie du groupe du Néouvielle aux roches granitiques façonnées par les glaciers. Le sommet lui-même appartient à un système de crêtes délimitant d'anciens cirques glaciaires.

## Histoire
Première ascension connue : le 10 juillet 1847 par Vincent de Chausenque et son guide barégeois Bastien Teinturier.

## Voies d'accès
L'accès se fait par le refuge de Packe à l'ouest ou par la brèche de Chausenque à l'est. La voie habituelle part du lac d'Aubert et comporte peu de difficultés (F).